# Dances with Wolves
Dances with Wolves (conocida como Bailando con Lobos en España y Danza con Lobos en Hispanoamérica) es una película estadounidense dirigida y protagonizada por Kevin Costner. Estrenada en 1990, la película está basada en la novela homónima de Michael Blake y recibió siete premios Óscar.

## Argumento
Durante la Guerra de Secesión estadounidense, el condecorado teniente John J. Dunbar es enviado por el mayor Fambrough a un puesto avanzado en la frontera del territorio indio sin ningún tipo de compañía más que su fiel caballo, Cisco. Al llegar debía relevar al oficial al mando, pero encuentra que el puesto está abandonado. El sentido del deber le impulsa a mantener su puesto, que convierte en un lugar limpio y ordenado, pero en completa soledad. A medida que avanzan los días, traba amistad con un desconfiado lobo de pradera al que llama «Calcetines», que lo acompaña en las patrullas.
En una de las patrullas, rescata del suicidio a una mujer blanca que se ha naturalizado con los Sioux llamada «Erguida con puño en alto» y la devuelve a su aldea de origen. Además, establece con dificultad una relación amistosa con un líder sioux llamado «Ave que patea», que ve la nobleza de alma de Dunbar y convence a la tribu de admitirlo. 
Así, Dunbar va conociendo más la cultura de su rival, descubriendo la esencia de vida de los Sioux y que la enemistad entre ambos bandos no debería existir. Sin darse cuenta, adopta el estilo de vida indio y estos lo bautizan como «Danza con lobos» por su amistad con el lobo de pradera. Dunbar se enamora y se casa con Erguida con puño en alto y pasa a ser miembro de la tribu. Pronto, se dará cuenta del abismo de humanidad que existe entre el hombre blanco y los naturales, y deberá decidir qué camino tomar.

## Reparto
- Kevin Costner es el teniente John J. Dunbar / Bailando con Lobos /Danza con Lobos (nombre sioux)/ narrador.
- Mary McDonnell es Erguida con Puño en Alto.
- Graham Greene es Ave que patea.
- Rodney A. Grant es Cabello al Viento.
- Floyd Red Crow Westerman es el jefe Diez Osos.
- Tantoo Cardinal es Chal Negro.
- Jimmy Herman es Ternero de Piedra.
- Nathan Lee Chasing His Horse es Risueño.
- Michael Spears es Nutria.
- Jason R. Lone Hill es Gusano.
- Charles Rocket es el teniente Elgin.
- Robert Pastorelli es Timmons, el maleducado conductor de carretas.
- Larry Joshua es el Sgt. Bauer
- Tony Pierce es Spivey.
- Kirk Baltz es Edwards.
- Tom Everett es el Sgt. Pepper
- Maury Chaykin es el mayor Fambrough.
- Wes Studi es el fiero guerrero pawnee.
- Los lobos domesticados Buck y Teddy son Calcetines o Dos Albos.
- El caballo Justin es Cisco.

## Banda sonora
La música de la película fue compuesta y dirigida por el renombrado compositor John Barry, que le reportó su cuarto Óscar de la academia, pasando a convertirse en una de sus obras más valoradas por el público. La edición de la partitura salió en 1990, pero posteriormente salió una reedición en 1995 y en 2004 que contenía toda la partitura en su totalidad.
Es una obra compuesta para orquesta sinfónica y presenta una factura y desarrollo clásicos, fieles a la tradición musical del género de las bandas sonoras. Se estructura a partir de varios temas: el de John Dunbar, Two Socks, Stands with The Fist Remember, los indios lakota y las praderas americanas. Barry se esforzó por dotar a la composición de una emotividad lo más compatible posible con los objetivos de Kevin Costner. Una de sus características es, paradójicamente, el no presentar música en ciertos pasajes de la película, reservándola para otros más pertinentes: presentación de personajes, transiciones entre secuencias, escenas de acción.
Su orquestación es típicamente "barryniana". Alterna de manera sencilla el metal (especialmente trombones y trompas) con tuttis de cuerda y adornos a base de percusiones y trompetas. En general, su ritmo es pausado y sentimental, pero contundente, como queriendo resaltar la sencillez de las emociones que pretende representar la película: libertad, amor, amistad, etc. Su sonido es americano, pero alejado del sonido western típico, acaso porque la película no es un western al uso, sino un drama épico ambientado en la frontera americana.
Este es el listado de canciones de la edición de 1995:
1. Main Title-Looks Like A Suicide
2. The John Dunbar Theme
3. Journey To Fort Sedgewick
4. Ride To Fort Hays
5. The Death Of Timmons
6. Two Socks-The Wolf Theme
7. Pawnee Attack
8. Kicking, s Bird Gift
9. Journey To The Buffalo Killing Ground
10. The Buffalo Hunt
11. Stands With A Fist Remembers
12. The Love Theme
13. The John Dunbar Theme
14. Two Socks At Play
15. The Death Of Cisco
16. Rescue Of Dances With Wolves
17. The Loss Of The Journal And Return To The Winter Camp
18. Farewell And End Title

La canción Journey To Fort Sedgewick fue utilizada por Repsol en sus anuncios publicitarios durante los años 1990.

## Premios

### Premios Óscar
| Año  | Categoría                 | Nominado                                                        | Resultado  |
| ---- | ------------------------- | --------------------------------------------------------------- | ---------- |
| 1990 | Mejor película            | Kevin Costner Jim Wilson                                        | Ganadora   |
| 1990 | Mejor director            | Kevin Costner                                                   | Ganador    |
| 1990 | Mejor actor               | Kevin Costner                                                   | Candidato  |
| 1990 | Mejor actor de reparto    | Graham Greene                                                   | Candidato  |
| 1990 | Mejor actriz de reparto   | Mary McDonnell                                                  | Candidata  |
| 1990 | Mejor guion adaptado      | Michael Blake                                                   | Ganador    |
| 1990 | Mejor montaje             | Neil Travis                                                     | Ganador    |
| 1990 | Mejor fotografía          | Dean Semler                                                     | Ganador    |
| 1990 | Mejor dirección artística | Jeffrey Beecroft Lisa Dean                                      | Candidatos |
| 1990 | Mejor diseño de vestuario | Elsa Zamparelli                                                 | Candidata  |
| 1990 | Mejor banda sonora        | John Barry                                                      | Ganador    |
| 1990 | Mejor sonido              | Jeffrey Perkins Bill W. Benton Greg Watkins Russell Williams II | Ganadores  |

### Premios Globo de Oro
| Año  | Categoría               | Nominado               | Resultado  |
| ---- | ----------------------- | ---------------------- | ---------- |
| 1990 | Mejor Película - Drama  | Mejor Película - Drama | Ganadora   |
| 1990 | Mejor director          | Kevin Costner          | Ganador    |
| 1990 | Mejor Actor - Drama     | Kevin Costner          | Candidato  |
| 1990 | Mejor Actriz de Reparto | Mary McDonnell         | Candidata  |
| 1990 | Mejor Guion             | Michael Blake          | Ganador    |
| 1990 | Mejor Banda Sonora      | John Barry             | Candidatos |